# Miehikkö
Miehikkö är en sjö i kommunen Nyslott i landskapet Södra Savolax i Finland. Sjön ligger 80,8 meter över havet. Arean är 46 hektar och strandlinjen är 4,48 kilometer lång. Sjön  ingår i Vuoksens huvudavrinningsområde.   Den ligger omkring 74 kilometer öster om S:t Michel och omkring 280 kilometer nordöst om Helsingfors. 
I sjön finns ön Pieni Kilosaari. 